# Avon Products
Avon Products – przedsiębiorstwo o zasięgu ogólnoświatowym, zajmujące się produkcją i dystrybucją kosmetyków, sprzedające je w systemie sprzedaży bezpośredniej korzystając z marketingu wielopoziomowego. Przedsiębiorstwo działa w ponad 135 krajach, w 2005 osiągnęło sprzedaż 8,1 mld dolarów. Najszybciej rozwijające się rynki to Rosja i Chiny.
Sprzedażą produktów zajmują się konsultantki. W niektórych jednak krajach (np. Chiny, gdzie sprzedaż bezpośrednia była do grudnia 2006 zakazana) produkty sprzedawane są wyłącznie w sieciach sklepów detalicznych. Głównymi odbiorcami produktów Avon są kobiety, choć firma posiada też w swojej ofercie kilka linii kosmetyków męskich.
Przedsiębiorstwo powstało w Nowym Jorku, w 1886 jako California Perfume Company. Jego założycielem był (wówczas 28-letni) David H. McConnell. Od 1939 działa pod nazwą Avon Products Inc.. W 1959 powstały pierwsze biura europejskie - w Niemczech i Wielkiej Brytanii.
W sierpniu 2024 firma złożyła wniosek o ogłoszenie upadłości.

## Avon w Polsce
W Polsce Avon działa jako cztery niezależne spółki. 
- od 1992: Avon Cosmetics Polska, która zajmuje się sprzedażą kosmetyków
- od 1997: Avon Operations Polska, fabryka kosmetyków w Garwolinie,
- od 2006: Avon EMEA Finance Service Centre, Centrum usług finansowych
- od 2016 Avon Distribution Polska z siedzibą w Garwolinie, która zajmuje się dystrybucją kosmetyków.

W latach 2007–2010 AVON był wirtualnym operatorem komórkowym korzystającym z infrastruktury Orange, o nazwie marketingowej - myAvon.

## Logowanie i konto konsultantki
Konsultantki Avon mogą logować się do swojego konta za pośrednictwem oficjalnego portalu: Logowanie do konta konsultantki. Nowe osoby zainteresowane współpracą z Avon mogą założyć konto konsultanta/tki poprzez stronę partnerską: Założenie konta konsultantki Avon.